# Barelvi

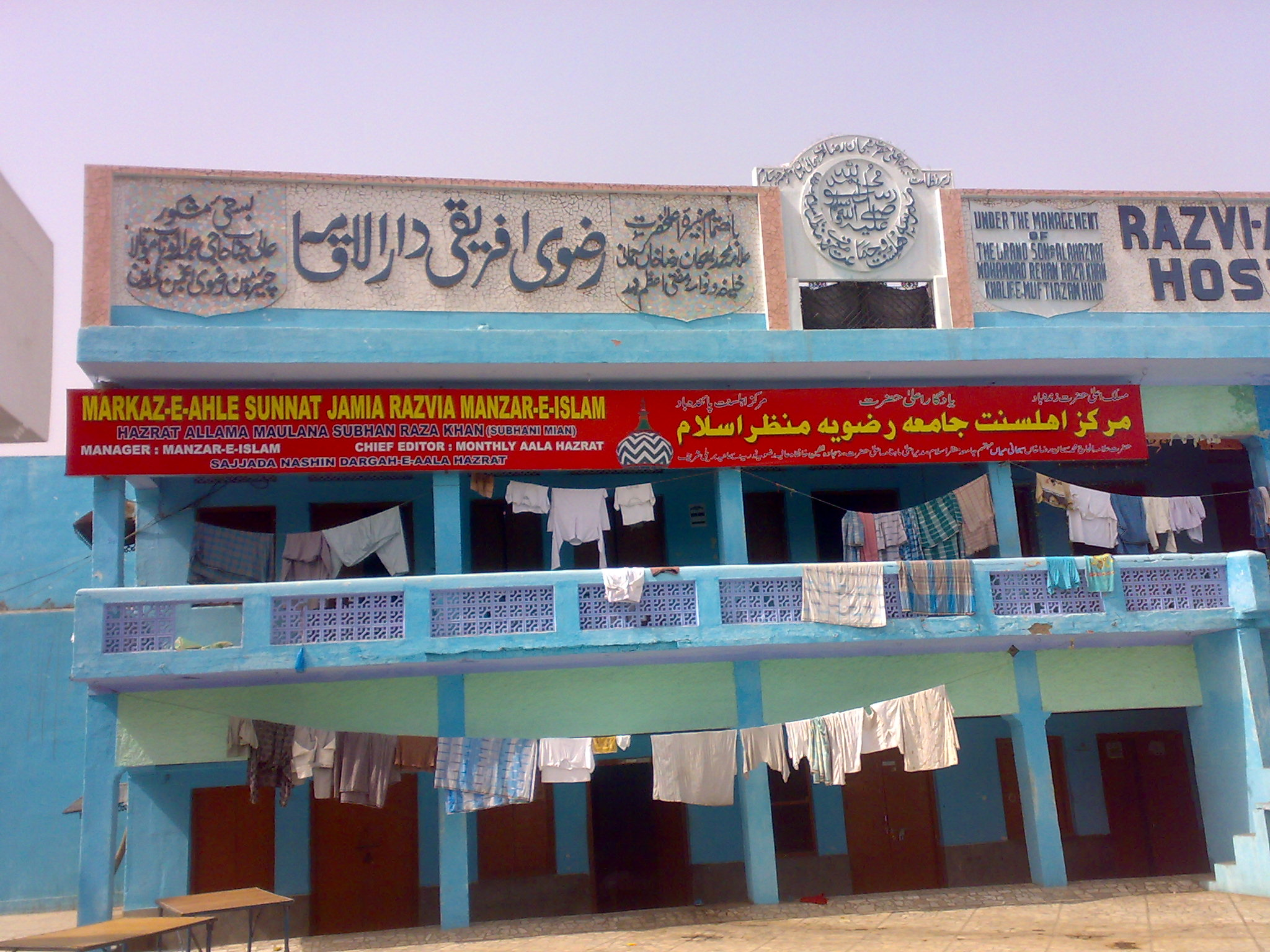
Centre d'étude barelvi à Bareli, en Inde.

Barelvi ou barelvisme (en ourdou : بَریلوِی) est un courant de l'islam sunnite, dérivé de l'hanafisme. Le courant est fondé en 1904 par Ahmed Raza Khan Barelvi dans la ville de Bareli en Inde dont il tire son nom.  Il est surtout présent en Asie du Sud avec près de 200 millions d'adeptes, soit un tiers des musulmans du sous-continent, dont une majorité vit au Pakistan avec 60 % de fidèles.
Le mouvement est proche du soufisme auquel il s'identifie et s'est surtout distingué en opposition au deobandisme, avec lequel les conflits sont récurrents. Il se caractérise surtout par une forte dévotion envers le prophète Mahomet et détient une certaine influence sur la vie politique pakistanaise. 

## Historique
Le mouvement barelvi a été fondé en 1904 par le religieux Ahmed Raza Khan Barelvi à Bareli, dans le nord l'Inde, quand celui-ci fonde des écoles islamiques enseignant ce courant de l'Islam dérivé de l'hanafisme. Ce mouvement trouve toutefois ses origines dans les années 1880 sous le nom de Ahl al-Sunnah wa'l-Jamaah. Il est d'abord surtout implanté dans les zones rurales, avant de gagner les milieux urbains.
Lors de la création du Pakistan le 14 août 1947 et la partition des Indes concomitante, de nombreux barelvis indiens quittent le pays pour rejoindre la jeune nation musulmane. Ils viennent surtout des provinces unies d'Agra et d'Oudh ainsi que du Bihar. Ils parlent majoritairement ourdou et rejoignent souvent Karachi, plus grande ville du Pakistan.

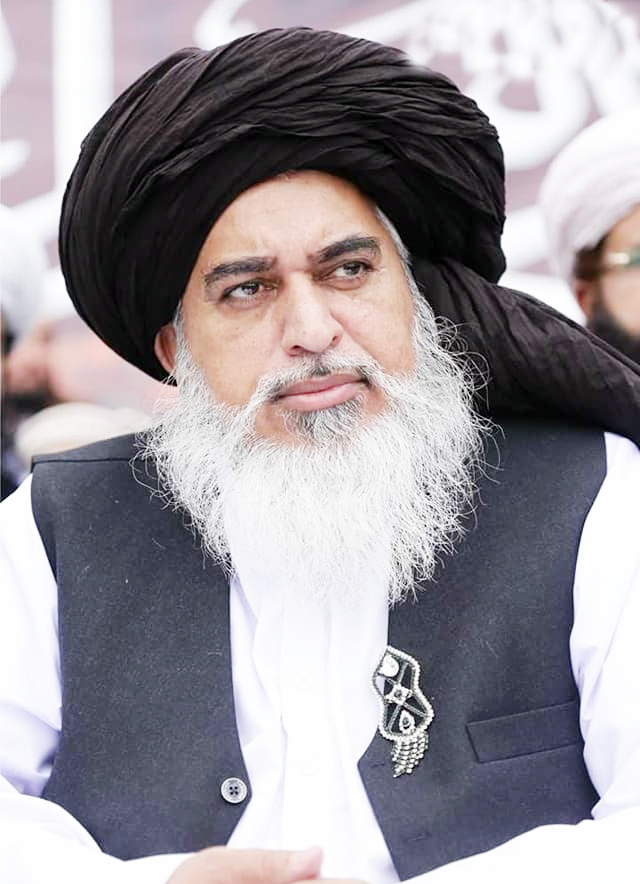
Khadim Hussain Rizvi, dirigeant du Tehreek-e-Labbaik Pakistan.

Le courant barelvi est aujourd'hui représenté au Pakistan par un grand nombre de groupes et mouvements politiques. Ils seraient près de 48 en 2003. Parmi eux, on peut citer la Jamiat Ulema-e-Pakistan créée en 1948 ou plus récemment le Tehreek-e-Labbaik Pakistan fondé en 2015 par Khadim Hussain Rizvi.
Pour le Wall Street Journal, « ce courant religieux est, en grande majorité, non violent. Aucun lien n’a été établi avec des groupes tels qu’Al-Qaïda ou l’État islamique, dont les priorités politiques sont marquées par leur hostilité aux pays occidentaux. Mais les spécialistes constatent que la branche pakistanaise est de plus en plus virulente : elle utilise la défense du prophète et les accusations de blasphème comme un outil pour recruter et motiver ses adeptes. ».

## Croyances
Les barelvis se voient comme les authentiques héritiers, au sein du sous-continent indien, des premiers disciples du prophète Mahomet. Ils veulent mettre la charia au centre de leur croyance, lui donnant la priorité par rapport à la tariqa, c'est-à-dire les pratiques du soufisme. Ce dernier est pourtant très représenté en Asie du Sud, et le mouvement barelvi tente une conciliation avec cette branche de l'Islam en accordant une place aux saints et lieux soufis. Les barelvis mettent surtout en avant une forte dévotion personnelle envers Mahomet, notamment par un serment de loyauté. 

## Conflits
Le courant barelvi est en conflit avec un autre courant de l'Islam, les deobandis, apparus au même moment. Les talibans sont notamment proches de cette idéologie. Au Pakistan, les conflits entre barelvis et deobandis sont fréquents et se concentrent surtout sur le contrôle des mosquées et donc des dons qui sont liés. En 2003, selon le journal pakistanais Dawn, 687 madrassas étaient contrôlées par des deobandis et 487 par des barelvis dans la province du Sind. 
À titre d'exemple, l'organisation barelvie Sunni Tehreek s'oppose au groupe armé Sipah-e-Sahaba Pakistan, pro-deobandi.